# Niphidium crassifolium
La calaguala, polipodio, lengua de ciervo o yerba del lagarto (Niphidium crassifolium) es un helecho perteneciente a la familia Polypodiaceae. En Perú se llama puntupuntu.

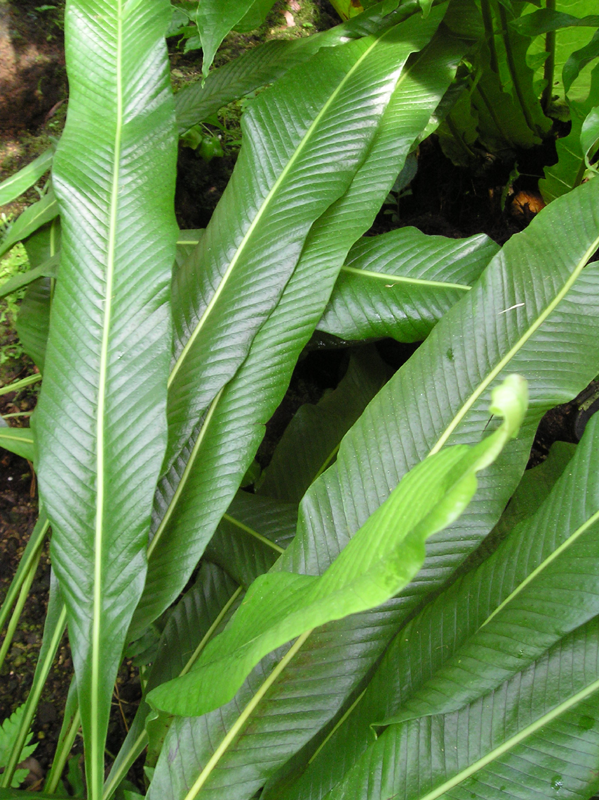
Detalle de las hojas

## Descripción
Es un helecho epífito perenne que crece silvestre sobre las rocas de los márgenes de los ríos y especialmente sobre tallos de los árboles o troncos caídos o entre las bases de las hojas de las palmas, desde Florida, México y las Antillas hasta Brasil y Argentina.
Las hojas son angostas y alargadas, elípticas u oblanceoladas, de 45 a 80 cm de longitud y  6 a 11 cm de ancho, con pecíolo de 5 a 50 cm de largo articulado al rizoma.

## Propiedades
La medicina tradicional usa esta planta en diferentes formas. Las hojas frescas sin la epidermis y maceradas, se utilizan para tratar abscesos; la infusión de las hojas para aliviar enfermedades pulmonares y la ictericia. Emplastos calientes de la corteza interna de esta hierba se aplican sobre las mordeduras de serpiente y como hemostático y antiinflamatorio sobre otras heridas. A la raíz en decocción se le atribuyen propiedades como diurético y contra los parásitos intestinales.

## Taxonomía
Niphidium crassifolium fue descrita por (Carlos Linneo) Lellinger y publicado en American Fern Journal 62: 106. 1972.
Sinonimia
- Anaxetum crassifolium (L.) Schott
- Dipteris crassifolia (L.) J. Sm.
- Drynaria crassifolia (L.) J. Sm.
- Pessopteris crassifolia (L.) Underw. & Maxon
- Phymatodes crassifolia (L.) PRESL
- Pleopeltis crassifolia (L.) T. Moore
- Pleuridium angustum Fée
- Pleuridium crassifolium (L.) Fée
- Polypodium coriaceum Raddi
- Polypodium crassifolium L.	basónimo
- Polypodium porrectum Willd.[7]